# Harald Schlegelmilch

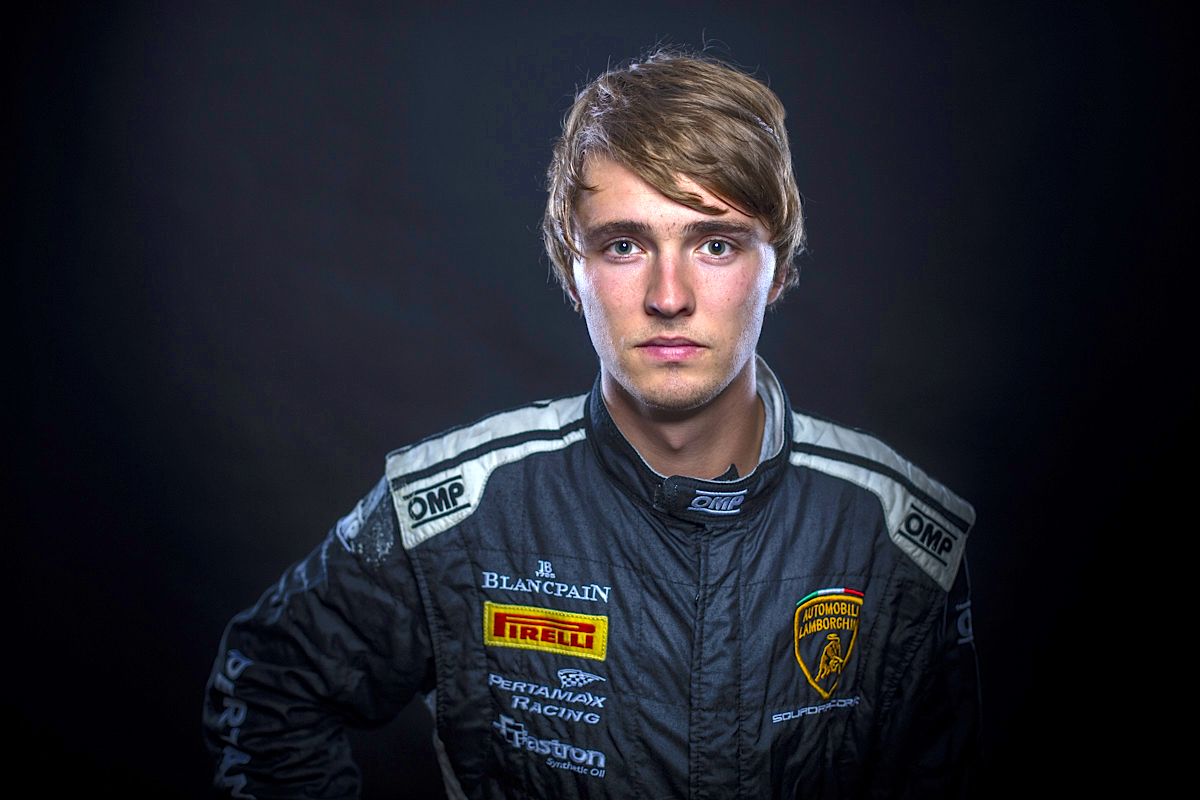
Harald Schegelmilch

Haralds Šlēgelmilhs, internationaal bekend als Harald Schlegelmilch (Riga, 6 december 1987) is een Lets autocoureur die anno 2009 in de International Formula Master rijdt.

## Loopbaan
Schlegelmilch startte met racen op 8-jarige leeftijd. Hij kartte voor zeven jaar. In 2003 nam hij deel aan testsessies voor de Formule BMW en in 2004 reed hij in het Oostenrijks-Zwitserse Formule BMW kampioenschap. Hij reed ook in de Formule Renault 2000 Scandinavië. Zijn resultaten waren goed, de jonge coureur werd Oostenrijks-Zwitsers kampioen en was de beste rookie in de Formule Renault 2000. Hij ging verder met de Duitse Formule BMW in 2005. Hij was goed genoeg om te promoveren naar het Duitse Formule 3-kampioenschap, waar hij enkele overwinningen behaalde. Zijn team HS Technik besloot om naar de Formule 3 Euroseries te gaan en om Schlegelmilch mee te nemen. Ze startten vrij laat met testen, zodat de resultaten van de eerste resultaten slecht waren. Maar na verloop van tijd boekte Schlegelmilch steeds betere resultaten en won zelfs een race.
In oktober 2007 testte hij een GP2-auto van Trident Racing. Op 2 december werd bekend dat hij in de International Formula Master zou gaan rijden voor Trident. Hij werd genoemd voor een mogelijke plaats in de GP2 of de Formule Renault 3.5 Series in 2009 en reed voor Comtec Racing in plaats van Alexandre Marsoin in de openingsronde op het Circuit de Catalunya. Marsoin reed weer vanaf ronde 2, waardoor Schlegelmilch zonder zitje kwam te zitten. Hij nam ook deel aan de GP2 Asia Series in 2008.

## GP2 resultaten

### GP2 Asia resultaten
| Jaar | Inschrijving   | 1           | 2           | 3          | 4          | 5         | 6          | 7          | 8         | 9           | 10         | Rang | Punten |
| ---- | -------------- | ----------- | ----------- | ---------- | ---------- | --------- | ---------- | ---------- | --------- | ----------- | ---------- | ---- | ------ |
| 2008 | Trident Racing | UAE1 FEA 14 | UAE1 SPR 18 | IND FEA NF | IND SPR NF | MAL FEA 8 | MAL SPR NF | BHR FEA 14 | BHR SPR 5 | UAE2 FEA 16 | UAE2 SPR 7 | 18   | 3      |